# Pontaillac
Pontaillac est un quartier résidentiel de Royan situé à l'ouest de la commune. La partie nord-ouest du quartier appartient à la commune de Vaux-sur-Mer.

## Histoire
Le quartier de Pontaillac doit sa naissance au fait qu'en 1850, Jean Lacaze, entrepreneur de Bordeaux, avait remarqué que la plage recevait de plein fouet la lame du large. Dans le but de spéculer, il y fit des analyses d'eau, et demanda concession des tannes de Pontaillac à la préfecture de La Rochelle. Cependant, les analyses furent réalisées par son ami M. Cheylack et celui-ci le devança. Jean Lacaze dut partager les concessions avec 8 autres propriétaires, après négociations et jugement, il finit par posséder les dunes en 1855. En mars 1856 fut posée la première pierre de la villa Jean-Lacaze, devenue par la suite hôtel de l'Europe puis hôtel du Golf.
Un phare fut également édifié sur le plateau cette même année et renversé par une tempête en 1885.
Le premier lieu de culte fut édifié en 1870 : il s'agit de l'église Notre-Dame de l'Assomption, complétée en 1891 par l'église Notre-Dame-des-Anges. Les voies furent créées assez larges pour permettre au vent d'aérer la forêt.
En 1872, le docteur Auguste Guillon crée un établissement thermal sur la falaise, répondant à la mode des « cures marines » qui faisaient sensation à l'époque. Des « baignoires » d'eau de mer sont creusées à même la falaise : celles-ci sont toujours visibles actuellement.
Cependant, le maire de l'époque, le comte de La Grandière, voyait en Pontaillac une rivale. La création de voie directe vers Royan fut difficile. Jusqu'en 1862, le boulevard de Cordouan était l'unique desserte de la ville, et il fallut vingt ans pour obtenir l'accord de la création de l'avenue de Paris par le maire de Royan Frédéric Garnier. On crut bon également de donner aux rues le nom des villes d'où venaient les nombreux touristes. Le casino de Royan et les montagnes russes de Pontaillac étaient les deux grandes attractions de cette époque. Relativement épargné par les bombardements de 1945, le quartier conserve une partie de ses infrastructures. En 1947, alors que le centre-ville était encore réduit à un champ de ruines, le tour de France fit étape à Pontaillac.
Le 4 avril 1984 fut signée une convention qui mit définitivement fin à la concurrence entre Royan et Pontaillac.[réf. nécessaire]
Depuis 2003, le quartier a été profondément réaménagé : la façade de Verthamon (nom ancestral du front de mer) accueille ainsi une nouvelle promenade en revêtement de bois, un belvédère et une roseraie dominant la plage. Celle-ci est également mise en valeur par une série de projecteurs, illuminant le site jusqu'à 2 heures du matin. En été, les illuminations sont accompagnées de musique depuis le coucher du soleil jusqu'à environ 23 h 30. Ce dispositif permet promenades, baignade mais aussi surf nocturne. 
De fait, la plage de Pontaillac, qui accueille le club de surf de la ville, fort de 1 400 adhérents, est un important « spot » de la région. Il est plus spécifiquement utilisé par les débutants ou comme « spot de repli ».

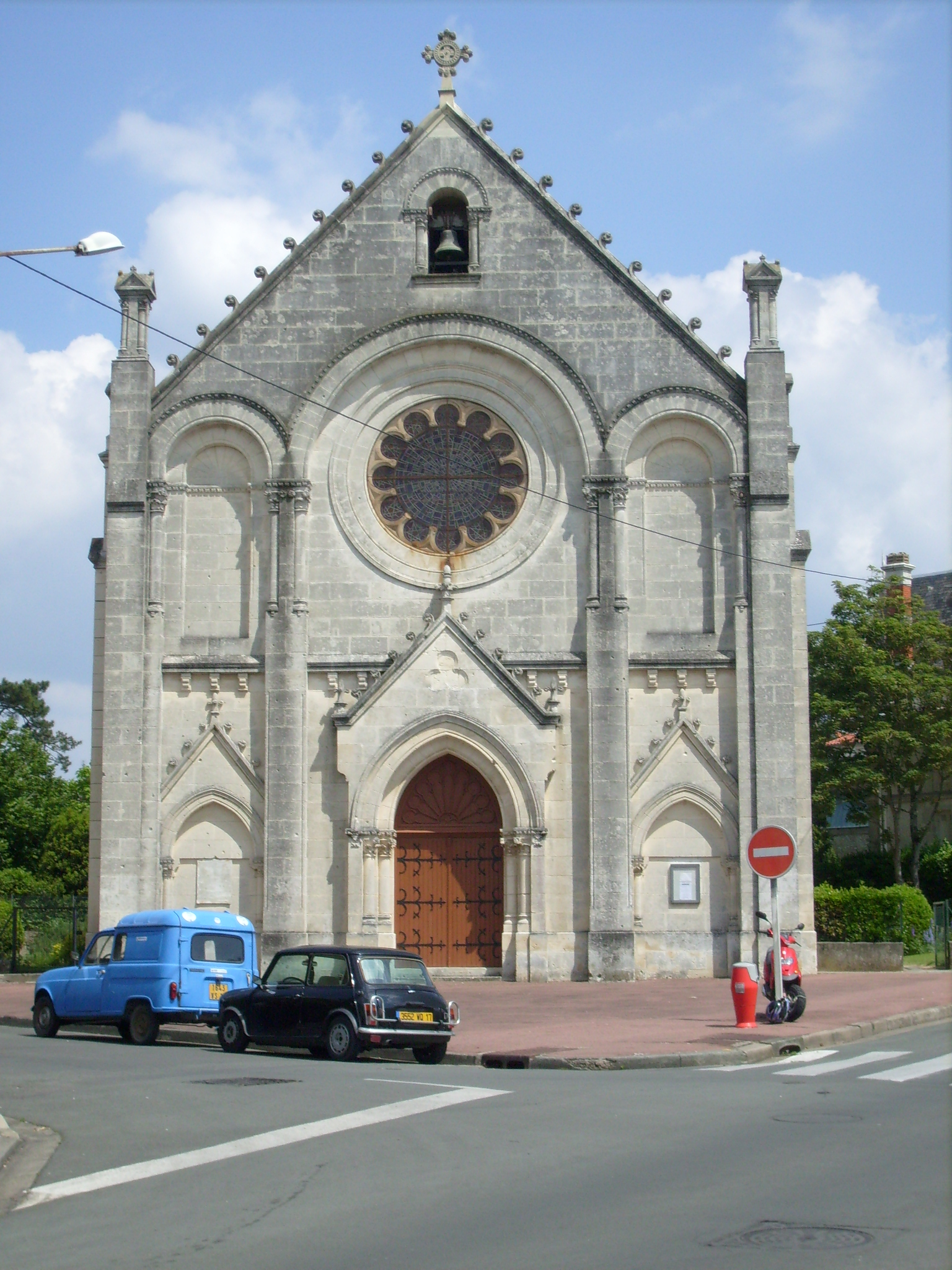
Façade de l'église ND des Anges.
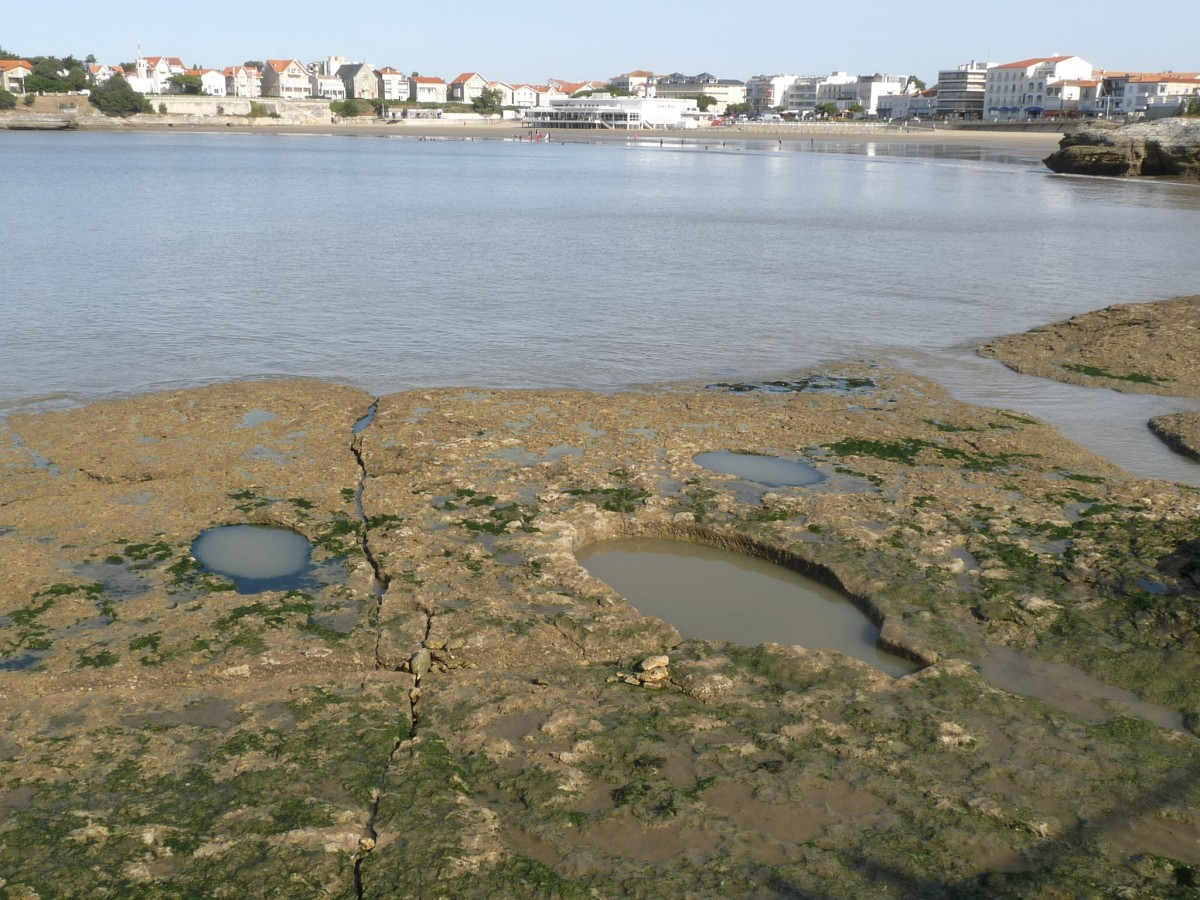
Baignoires du Dr Guillon.
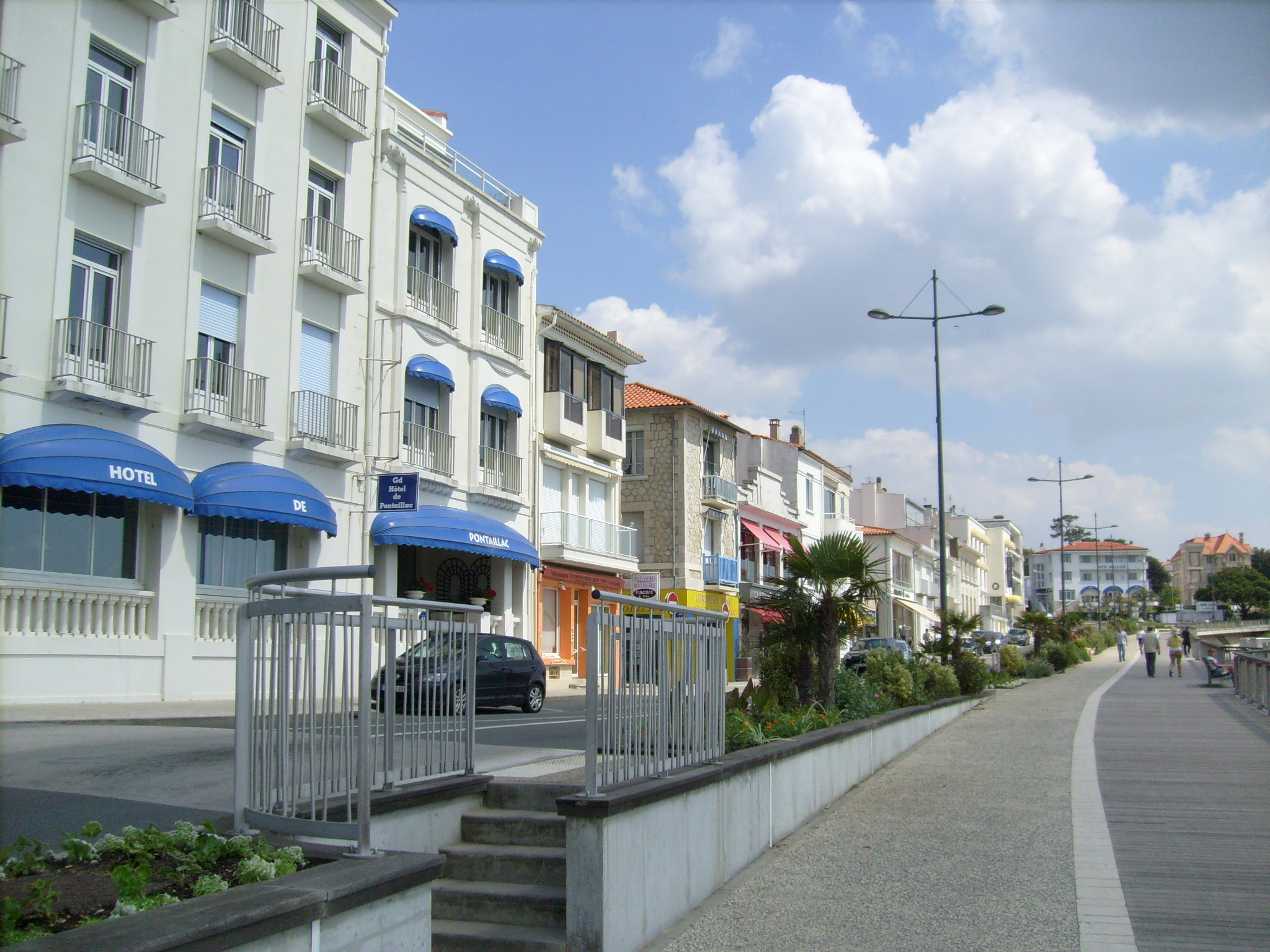
La façade de Verthamon.
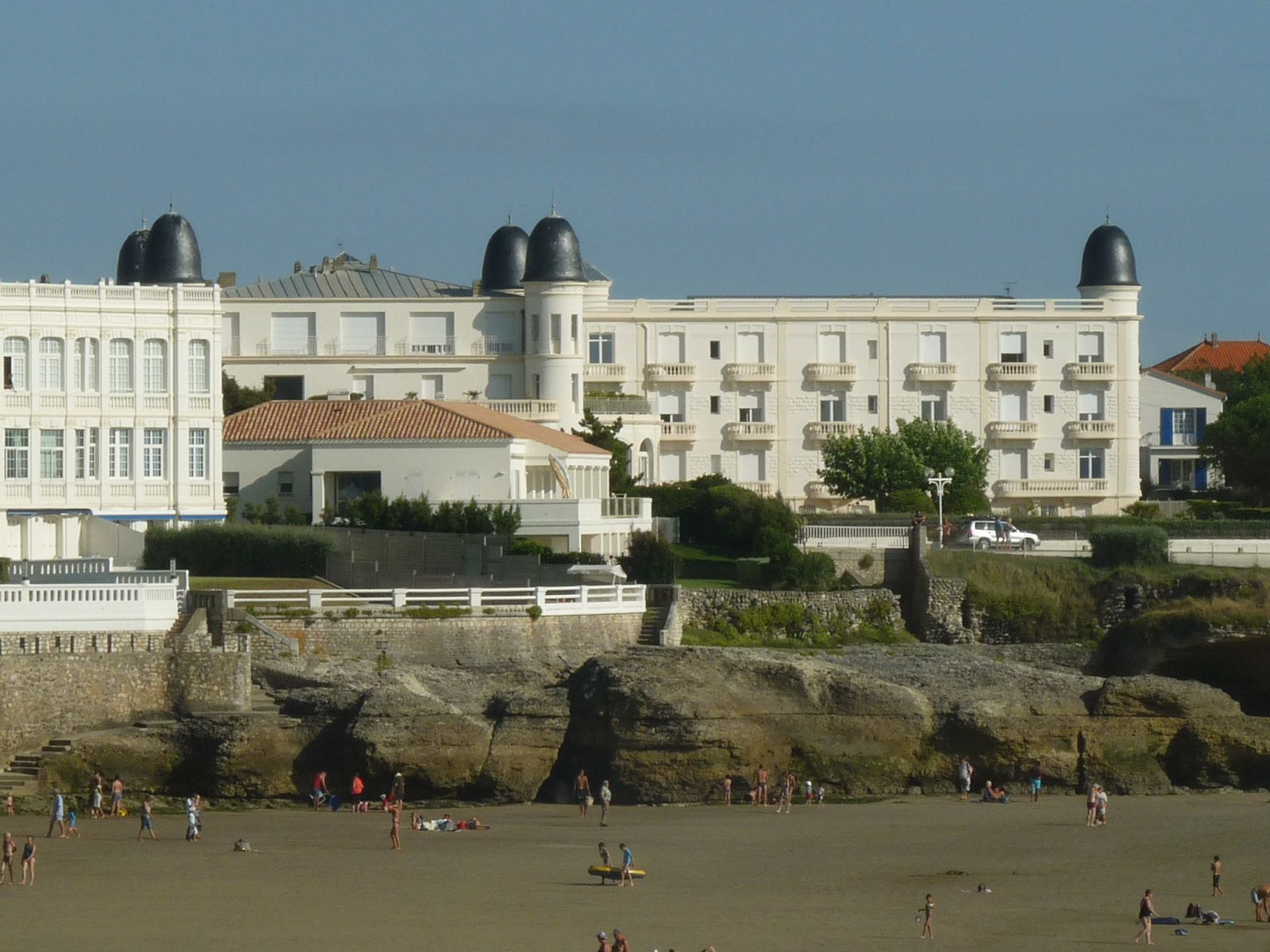
L'ancien Golf hotel.

## Héraldique
| Blason | Blasonnement : Écartelé : au 1er d'azur au chevron de sable accompagné de trois aiglettes d'or, becquées et membrées de gueules, au 2e de gueules au phare perronné d'argent, au 3e de gueules à la branche de chêne de sinople, fruitée d'argent, au 4e fascé or et de sable. |

## Pour approfondir